# Marvin Heemeyer
Marvin John Heemeyer (Castlewood, 1951. október 28. – Granby, 2004. június 4.) egy kipufogójavító műhely tulajdonosa volt, aki a városi tisztviselőkkel való vitát követően 2004. június 4-én a Colorado állambeli Granbyben egy átalakított buldózerrel számos épületet lebontott.
Heemeyer viszálykodott Granby város tisztviselőivel, különösen a város egészségügyi rendeleteinek megsértéséért kiszabott bírságok miatt, miután szennyvízelvezető rendszer nélküli ingatlant vásárolt. A bírságokat azért kapta, mert ahelyett, hogy a városi csatornahálózatra csatlakozott volna, nem megfelelően engedte le a szennyvizet a vállalkozásából. Heemeyer mintegy másfél év alatt titokban átalakított egy Komatsu D355A típusú buldózert, acél- és betonrétegek hozzáadásával, amelyek páncélként szolgáltak.
2004. június 4-én Heemeyer és Granby viszálya egy ámokfutásban csúcsosodott ki, amelyben a páncélozott buldózerrel lerombolta a Granby városházát, a korábbi polgármester házát és számos más épületet. 2004. június 4-én Heemeyer ámokfutása öngyilkossággal végződött, miután a buldózere beszorult egy barkácsáruház pincéjébe, amelyet éppen készült lerombolni.

## Háttér
Marvin Heemeyer 1951. október 28-án született Dél-Dakotában, és a Colorado állambeli Grand Lake-ben élt, mintegy 26 kilométerre Granby-től. Egy szomszédja szerint Heemeyer több mint tíz évvel az eset előtt költözött a városba. Barátai azt állították, hogy nem voltak rokonai Granby-Grand Lake környékén.
John Bauldree, Heemeyer egyik barátja szerint szimpatikus ember volt. Heemeyer bátyja, Ken azt állította, hogy „bárkiért hajlandó volt megtenni mindent”. Míg azonban sokan szimpatikus emberként jellemezték Heemeyert, Christie Baker helyi lakos azt állította, hogy férjét Heemeyer megfenyegette, miután nem volt hajlandó fizetni egy vitatott kipufogójavításért. Baker szerint férje később 124 dollárt fizetett Heemeyernek.

## Zónavita
1992-ben Heemeyer 0,8 hektár földet vásárolt a Resolution Trust Corporationtől, a csődbe ment takarék- és hitelszövetkezetek vagyonának kezelésére létrehozott szövetségi ügynökségtől 42 000 dollárért, hogy egy kipufogóműhelyt építsen. Később beleegyezett, hogy 250 000 dollárért eladja a földet Cody Docheffnek, hogy egy betonkeverő üzemet építsen, a Mountain Park Concrete-et. Susan Docheff szerint Heemeyer meggondolta magát, és az árat 375 000 dollárra, majd körülbelül 1 millió dollárra emelte. Ez a tárgyalás még azelőtt történt, hogy az átminősítési javaslatot a városi tanács meghallgatta volna.
2001-ben Granby területrendezési bizottsága és a kuratórium jóváhagyta a betongyár építését. Heemeyer sikertelenül fellebbezett a döntés ellen, arra hivatkozva, hogy az építkezés akadályozza a műhelyéhez való hozzáférést. Ezt követően 2500 dolláros bírságot kapott, mert nem volt szeptikus tartály a kipufogóműhelye által elfoglalt ingatlanon.

## A buldózer
Heemeyer buldózere egy átalakított Komatsu D355A volt,  amelyet hangfelvételeken "MK Tank"-ként emlegetett, és amelyet rögtönzött páncéllemezzel látott el, amely a kabint, a motort és a lánctalpak egy részét borította. Ez a páncélzat helyenként több mint 30 cm vastag volt, és 5000 psi (34 MPa) Quikrete betonkeverékből állt, amelyet szerszámacél lemezek közé helyeztek (amelyeket egy denveri autókereskedőtől szerzett be), hogy ad-hoc kompozit páncélzatot készítsenek. Ezáltal a gép áthatolhatatlanná vált a kézifegyverek tüzével szemben, és ellenállt a robbanóanyagoknak. Három külső robbanás és a buldózerre kilőtt több mint 200 lövedék nem volt hatással rá.
A láthatóság érdekében a buldózert több videokamerával szerelte fel, amelyek a jármű műszerfalára szerelt két monitorhoz kapcsolódtak. A kamerákat kívülről 76 mm-es, átlátszó, golyóálló lexánból készült pajzsok védték. Sűrített levegős fúvókák voltak felszerelve, hogy a port elfújják a videokamerákról.
A fedélzeti ventilátorok és egy légkondicionáló berendezés hűsítette Heemeyert vezetés közben. Három fegyvernyílást készített, amelyek egy 50-es kaliberű puska, egy 308-as kaliberű félautomata puska és egy 22-es kaliberű puska számára voltak felszerelve, és mindegyiket egy fél hüvelyk (1,3 cm) vastag acéllemezzel látta el.
A hatóságok kezdetben azt feltételezték, hogy a férfi egy házi készítésű darut használhatott – amelyet a garázsában találtak -, hogy a páncéltestet leeressze a buldózer és önmaga fölé. Heemeyernek nyilvánvalóan nem állt szándékában elhagyni a fülkét, amint belépett abba. „Amint lecsukta a fedelet, tudta, hogy nem fog kijutni” – mondta Daly. A nyomozók átkutatták a garázst, ahol szerintük Heemeyer a járművet építette, és cementet és páncélacélt találtak.
"Érdekes megfigyelni, hogy soha nem kaptak el" – írta Heemeyer. „Ez egy másfél éven át tartó részmunkaidős projekt volt”. Meglepte, hogy több ember, aki az előző év végén meglátogatta a műhelyt, nem vette észre az átalakított buldózert, „különösen a 910 kg-os emelőszerkezet teljesen szabadon hagyott állapotában – valahogy elhomályosult a látásuk”.

## Bontás
2004. június 4-én Heemeyer páncélozott buldózerével áthajtott egykori műhelye falán, a betongyáron, a városházán, az ellene szerkesztőségi cikket író helyi újság irodáján, egy volt polgármester házán (amelyben akkor a polgármester özvegye lakott) és egy barkácsbolton, amelynek tulajdonosa egy másik férfi volt, akit Heemeyer egy perben megnevezett, valamint még néhány más férfi. Heemeyer az üzletét egy szeméttársaságnak adta bérbe, és néhány hónappal az ámokfutás előtt eladta az ingatlant.
A támadás két óra hét percig tartott, és tizenhárom épületet rongált meg. Kikapcsolták a városháza és a betongyár földgázellátását, megrongált egy teherautót, és lerombolta egy közüzemi szolgáltatóközpont egy részét. A nagy anyagi kár ellenére Heemeyeren kívül (aki öngyilkos lett) senki sem halt meg az eseményben. A kárt 7 millió dollárra becsülték. James Newberry Grand megyei biztos szerint a sürgősségi diszpécserek a fordított 911-es segélyhívó rendszert használták, hogy számos lakost és ingatlantulajdonost értesítsenek a városban zajló ámokfutásról.
Heemeyer védelmezői azt állították, hogy a buldózeres ámokfutása során igyekezett senkit sem bántani. Ian Daugherty, egy pékség tulajdonosa szerint Heemeyer „mindent elkövetett”, hogy senkinek ne ártson. Mások más véleményt fogalmaztak meg. A seriffhivatal szerint az, hogy senki sem sérült meg, nem annyira a jó szándéknak, mint inkább a szerencsének volt köszönhető. Heemeyer két puskát szerelt a buldózer belsejében lévő lőnyílásokba, és tizenöt golyót lőtt ki a puskájából az elektromos transzformátorokra és a propántartályokra.
"Ha ezek a tartályok megrepedtek volna és felrobbantak volna, a robbanástól számított 800 méteren belül bárki veszélybe kerülhetett volna" – közölte a seriffhivatal. Tizenkét rendőr és egy idősek lakta komplexum lakói voltak ilyen távolságon belül. Heemeyer több golyót is kilőtt félautomata puskájából Cody Docheffre, amikor Docheff egy földgyaluval próbálta megállítani a betonüzemét ért támadást, amit Heemeyer buldózere félrelökött.
Később Heemeyer rálőtt két állami járőrre, mielőtt azok rálőttek volna. A seriff hivatal azt is megjegyezte, hogy a tizenhárom épületből tizenegyben, amelyet Heemeyer buldózerrel rombolt le, a pusztulásuk előtti pillanatokig emberek tartózkodtak bennük. A városi könyvtárban például éppen gyerekprogram zajlott, amikor az incidens elkezdődött.
Az egyik rendőr egy villanógránátot dobott le a buldózer kipufogócsövén, láthatóan hatás nélkül. Helyi és állami járőrök, köztük egy SWAT-csoport, a buldózer mögött és mellett sétáltak, időnként tüzet nyitottak, de a páncélozott buldózer áthatolhatatlan volt a lövésekkel szemben. A buldózer kameráinak lövésekkel történő hatástalanítására tett kísérletek kudarcot vallottak, mivel a lövedékek nem tudtak áthatolni a 7,6 cm-es golyóálló műanyagon. Egy alkalommal Glenn Trainor seriffhelyettes felmászott a buldózer tetejére, és meglovagolta azt, „mint egy huszárlovas, próbálta kitalálni, hogyan tudna egy golyót a sárkány belsejébe juttatni.”  Azonban kénytelen volt leugrani, hogy elkerülje, hogy a törmelék eltalálja.
Ekkor a helyi hatóságok és a Colorado Állami Rendőrség attól tartott, hogy a tűzerő tekintetében kifogytak a lehetőségekből, és Heemeyer hamarosan a granby-i civilek ellen fordul. Bill Owens kormányzó állítólag fontolóra vette, hogy felhatalmazza a Nemzeti Gárdát, hogy vagy egy Hellfire rakétával felszerelt Apache harci helikoptert, vagy egy Javelin páncéltörő rakétával felszerelt kétfős csapatot használjon a buldózer megsemmisítésére. Ezt hamarosan szükségtelennek ítélték, amikor Heemeyer csapdába esett a Gambles barkácsáruház pincéjében.
Még 2011-ben is hevesen tagadta Owens kormányzó stábja, hogy ilyen akciót fontolgatott volna. Azóta az állami járőrszolgálat tagjai elárulták, hogy ezzel szemben a kormányzó valóban fontolóra vette a támadás engedélyezését, de végül ellene döntött, mivel egy Granby szívében végrehajtott rakétacsapás járulékos kárainak lehetősége lényegesen nagyobb lett volna, mint amit Heemeyer a buldózerével okozhatott volna.
Különböző problémák merültek fel, amikor Heemeyer lerombolta a Gambles barkácsáruházát. A buldózer hűtője megsérült, és a motorból különböző folyadékok szivárogtak. A buldózer motorja meghibásodott, Heemeyer pedig egy futófelülettel beleesett az üzlet pincéjébe, ahonnan nem tudott kijutni. Körülbelül egy perccel később a SWAT-csoport egyik tagja, aki a gép körül tartózkodott, jelentette, hogy egyetlen lövést hallott a lezárt fülkéből. Később megállapították, hogy Heemeyer fejbe lőtte magát egy 357-es kaliberű kézifegyverrel.
A rendőrség először robbanóanyaggal próbálta eltávolítani az acéllemezeket, de miután a harmadik robbanás sem sikerült, oxi-acetilén vágóval vágták át azokat. Jim Holahan, a Grand megyei katasztrófavédelmi igazgató kijelentette, hogy a hatóságoknak június 5-én hajnali 2 órakor sikerült hozzáférniük és eltávolítaniuk Heemeyer holttestét.

## Utóhatás
2005. április 19-én a város bejelentette, hogy Heemeyer buldózerének selejtezését tervezi. A terv szerint az egyes darabokat több különböző roncstelepre szórták volna szét, hogy megakadályozzák a szuvenírgyűjtést.
Bár Heemeyeren kívül senki más nem halt meg az incidensben, az átalakított buldózert időnként „Killdozer”-ként emlegetik. Nem világos, hogy ez az 1944-es Killdozer! című novellára vagy annak 1974-es filmadaptációjára utal-e, vagy ez egy független szóhasználat.

## Motiváció
A műhely falán hagyott írásokon kívül Heemeyer három hangszalagot is rögzített, amelyeken a támadás motivációját magyarázza. A kazetták mindkét oldalon két különálló felvételt tartalmaztak, összesen hat felvételt. Ezeket nem sokkal azelőtt, hogy buldózerébe szállt, elküldte postán a Dél-Dakotában élő testvérének.
Heemeyer testvére átadta a szalagokat a Szövetségi Nyomozóirodának (FBI), amely viszont elküldte azokat a Grand megyei seriff hivatalának. A szalagokat a Grand Megyei Seriffhivatal 2004. augusztus 31-én hozta nyilvánosságra. A szalagok hossza körülbelül 2,5 óra.  2004. április 13-án készült az első felvétel. Az utolsó felvétel május 22-én készült, tizenhárom nappal az ámokfutás előtt.
„Isten erre a munkára teremtett engem” – mondta Heemeyer az első felvételen. Azt is mondta, hogy Isten terve volt, hogy ne legyen házas és ne legyen családja, hogy olyan helyzetben legyen, hogy ilyen támadást hajthasson végre. „Azt hiszem, Isten megáld engem, hogy el tudjam végezni a gépet, hogy vezethessem, hogy elvégezhessem a dolgomat” – mondta. „Isten előre megáldott engem a feladatra, amire vállalkozom. Ez az én kötelességem. Isten kérte tőlem, hogy ezt tegyem. Ez egy kereszt, amit hordoznom kell, és Isten nevében hordozom.”.
A nyomozók később megtalálták Heemeyer kézzel írt célpontlistáját. A rendőrség szerint rajta szerepeltek az általa lerombolt épületek, a helyi katolikus templom (amelyet nem rongált meg), és különböző emberek nevei, akik a múltbeli vitákban ellene foglaltak állást. A nyomozók által az eset után talált feljegyzésekből kiderült, hogy a buldózeres ámokfutás elsődleges motivációja az volt, hogy meg akarta akadályozni, hogy a betongyár a boltja közelében épüljön. Ezek a feljegyzések arra utaltak, hogy haragot táplált az építési engedély miatt. „Mindig hajlandó voltam észszerűnek lenni, amíg nem kellett észszerűtlennek lennem” – írta. „Néha az észszerű embereknek észszerűtlen dolgokat kell tenniük.”